# 이시카와현 제3구
이시카와현 제3구(石川県 第3区)는 일본의 중의원 선거구이다. 1994년 공직선거법으로 신설되었다.

## 지역
- 나나오시
- 와지마시
- 스즈시
- 하쿠이시
- 가호쿠시
- 가호쿠 군
  - 쓰바타정
  - 우치나다정
- 하쿠이군
  - 시가 정
  - 호다쓰시미즈정
- 가시마 군
  - 나카노토정
- 호스군
  - 아나미즈정
  - 노토정